# Johan Forsander
Hans Johan Forsander (* 28. April 1978 in Jönköping) ist ein ehemaliger schwedischer Eishockeyspieler.

## Karriere
Johan Forsander begann seine Karriere als Eishockeyspieler bei HV71 Jönköping, für den er von 1995 bis 2000 in der Elitserien, der höchsten schwedischen Eishockeyliga, spielte. In dieser Zeit wurde er im NHL Entry Draft 1996 in der vierten Runde als insgesamt 108. Spieler von den Detroit Red Wings ausgewählt, für die er allerdings nie spielte. In der Saison 2000/01 pausierte Forsander zunächst mit dem Eishockey, ehe er zwei Jahre lang beim Erstligisten Djurgårdens IF unter Vertrag stand. Nach einem Jahr in der zweitklassigen HockeyAllsvenskan bei AIK Solna verließ Forsander 2004 seine Heimat und erhielt einen Vertrag bei HC Morzine-Avoriaz aus der französischen Ligue Magnus. Nach zwei Jahren in Frankreichs höchster Hockeyliga verpflichteten die Füchse Duisburg aus der Deutschen Eishockey Liga den Angreifer, für die er eine Spielzeit lang auf dem Eis stand.
Im Sommer 2007 kehrte Forsander in die Ligue Magnus zurück, wo er zum amtierenden Meister Brûleurs de Loups de Grenoble wechselte. Mit Grenoble gewann er anschließend 2008 das Double aus Coupe de France und Trophée des Champions sowie 2009 das Triple aus Meistertitel, Coupe de France und Coupe de la Ligue. Im Anschluss kehrte Forsander in seine Heimat zurück und ging für den schwedischen Viertligisten HC Dalen aufs Eis, ehe er zu Tingsryds AIF wechselte, mit dem er zum Saisonende 2009/10 den Aufstieg in die HockeyAllsvenskan schaffte. Zur Saison 2010/11 unterschrieb Forsander erneut einen Kontrakt beim HC Dalen, bei dem er seine letzten Partien bestritt, ehe er seine aktive Karriere beendete.

### International
Für Schweden nahm Forsander an den Junioren-Weltmeisterschaften 1997 und 1998 teil.

## Erfolge und Auszeichnungen
- 1996 Bronzemedaille bei der U18-Junioren-Europameisterschaft
- 2008 Coupe de France mit Grenoble Métropole Hockey 38
- 2008 Trophée des Champions mit Grenoble Métropole Hockey 38
- 2009 Französischer Meister mit Grenoble Métropole Hockey 38
- 2009 Coupe de France mit Grenoble Métropole Hockey 38
- 2009 Coupe de la Ligue mit Grenoble Métropole Hockey 38

## Statistik
(Stand: Ende der Saison 2010/11)